# 一撃離脱戦法
一撃離脱戦法（いちげきりだつせんぽう、英: hit-and-run tactics）は、相手を攻撃した後にすぐさま退避する戦法（戦術）。ヒットエンドラン戦法とも言われる。

## 騎馬
騎馬を使った一撃離脱戦法の歴史は古く、有名なものにはパルティア王国のパルティアンショットがある。戦いの最前線に出ては馬上で後ろ向きに矢を放ってから後退することを繰り返す戦闘方法である。

## 戦闘機
戦闘機による一撃離脱戦法は、目標となる敵機を見つけたら上空から一気に襲いかかって射撃を浴びせ、敵の前に出るより先に、急降下のまま逃げていく方法である。高速かつ重武装な、いわゆる「重戦闘機」の得意な戦闘法である。一撃離脱戦法は、格闘戦で勝てない相手にも対等に戦える可能性を持つが、格闘戦を得意とする敵機に必ずしも有利というわけではない。零式艦上戦闘機とF4F、スピットファイアのように格闘戦と一撃離脱のどちらが有利な空戦に持ち込むかが勝敗に関係した。空戦機動の「ダイブアンドズーム」を一撃離脱戦法と訳する文献もあるが、ダイブアンドズームは上昇後に再度攻撃をうかがう戦法であるため、必ずしも一撃離脱戦法と同義ではない。

### 歴史
1939年のノモンハン事件において、ソ連赤色空軍のI-16は良好な運動性を持つ機体だったが、より優れた運動性を持つ日本陸軍の九七式戦闘機との格闘戦では劣勢であった（前期ノモンハン航空戦）。しかし、後期戦になると、ソ連側はスペイン内戦で実戦経験を積んだパイロットが投入され、それらは一撃離脱に徹して互角の戦いになった。
アメリカ軍において一撃離脱は、日本海軍の零戦対策として1943年ごろから広まった。太平洋戦争初期、運動性に優れた零戦との格闘戦でF4Fなどのアメリカ海軍戦闘機は劣勢にあったが、新たな戦術として「エシュロン隊形」や「サッチウィーブ」とともに一撃離脱戦法を採用、F4Fは次第に零戦に対して互角以上に戦えるようになった。これは、急降下に弱く、防弾装備が乏しいという零戦の弱点を突いた攻撃方法であった。アメリカ陸軍航空軍のP-38は低高度での格闘戦では日本の戦闘機に対し劣勢であったが、一撃離脱戦法になってからの活躍は目覚ましかった。全軍最多の撃墜数40機を誇るリチャード・ボング、38機撃墜のトーマス・マクガイアといったエース・パイロットはこのP-38で戦果を上げている。
1943年春から秋にかけてポートダーウィン上空では、欧州戦線でドイツ空軍相手に格闘戦で対抗してきたイギリス空軍のスピットファイアが零戦と交戦した。スピットファイアは最高速では零戦に優るが、低速時の運動性や上昇力では負けていると判断、零戦との格闘戦を禁止し一撃離脱を採用した。しかし、日本海軍側では鈴木實少佐が相手のダイブに注意し深追いしないように部下に徹底し、零戦の得意な格闘戦に巻き込んで優勢な戦いをした。
一撃離脱戦法は目視による索敵、高度差を生かした加速、先制攻撃による襲撃のためのものであり、現代の戦闘機は全てレーダーを搭載しており、目視を前提にした死角を突いての攻撃は不可能となっている。レシプロ機の場合は高空からの急降下により最高速度以上に加速することが可能であったが、ジェット戦闘機の場合は機体の強度限界を超えたり、エアインテークからの空気流入に悪影響をもたらしたりするため、最高速度以上の加速は不可能である（そもそも水平飛行での最高速度すら、エンジン推力でなく機体の耐用限界で設定されている）。
ミサイルやコンピュータの発達によってベトナム戦争以降の空中戦は、視認できない遠距離からの空対空ミサイル攻撃による戦闘が行われた後、格闘戦が展開されることが想定されている。

### 戦術
日本海軍のエース岩本徹三は、一撃離脱を鉄則にしていた。岩本は「敵が来る時は退いて敵の引き際に落とすんだ。つまり上空で待機してて離脱して帰ろうとする奴を一撃必墜するんだ。すでに里心ついた敵は反撃の意思がないから楽に落とせるよ」、「敵の数が多すぎて勝ち目の無い時は目をつむって真正面から機銃撃ちっぱなしにして操縦桿をぐりぐり回しながら突っ込んで離脱する時もあるよ」と語っている。しかし、これに対し西沢広義の「途中で帰る奴なんか、被弾したか、臆病風に吹かれた奴でしょう。それでは（他機との）協同撃墜じゃないですか」という指摘もある。このほか、菅野直は大型爆撃機の邀撃に直上方より行う一撃離脱戦法を考案し、戦果を上げた。前方高度差1,000m以上をとり背転し、真っ逆さまに垂直で敵編隊に突っ込み死角となる真上から攻める。しかし、敵機との衝突を避けるため尾部を通っているとそこに弾幕を準備されたため、主翼前方を抜けることにした。敵機の銃座から射撃されない位置だが衝突の危険が高く、高い反射神経と恐怖に打ち勝つ精神力が求められる攻撃であった。また、この戦法は同期の森岡寛に菅野から伝授され、302空で訓練され、1944年11月からの迎撃戦で威力を発揮した。

### 機体
レシプロ戦闘機は一撃離脱戦法に向いたタイプと、格闘戦に向いたタイプで分類されることがある。
一撃離脱戦法に向いた機体は加速力や最高速度を優先し、最初の攻撃で確実に仕留められるように重武装の機体である。日本陸軍では重戦闘機（重戦）と称した。
格闘戦に向いた機体は運動性能や操縦応答性を優先し、機敏に動いて相手の背後を取ったり攻撃を避けられる機体である。日本陸軍では軽戦闘機（軽戦）と称した。

## 艦隊
太平洋戦争緒戦において日本海軍の第一航空艦隊は、真珠湾攻撃などの空襲において、剣術家でもある参謀長の草鹿龍之介少将の思想の下、一撃離脱を実施していた。草鹿は「攻撃は十分な調査、精密なる計画のもと、切り下す一刀の下に全て集中すべきなり」という思想を持っていた。真珠湾攻撃で再攻撃を実施しなかった判断に批判もあるが、草鹿は、報告から作戦の成功を知った以上、すぐに他の敵に構える必要があるとして、批判は兵機戦機の機微に触れないものの戦略論と述べている。
アメリカ海軍でも、1941年12月に真珠湾攻撃で主力の戦艦を失い、戦艦部隊直衛防空兵力として行動していた空母を空母部隊ごとにまとめ、タスクフォースを編成して「ヒットアンドラン作戦」と称する一撃離脱作戦を実施し、日本の拠点に空襲を行い、日本は翻弄されて米空母群を補足できなかった。